# Pezzottaite
La pezzottaite è un minerale che è stato scoperto nel novembre 2002. La pezzottaite prende il nome dal suo scopritore, Federico Pezzotta, petrologista curatore della sezione mineralogica del Museo civico di storia naturale di Milano.